# Nokia 6680
Il Nokia 6680 è uno smartphone prodotto dall'azienda finlandese Nokia in cui è stato installato il sistema Symbian. È stato annunciato il 14 febbraio 2005. Nel mese di aprile dello stesso anno fu annunciato il suo successore, il Nokia N70 ed è stato il successore del 6630. Nel dettaglio il Nokia 6680 è uno smartphone UMTS/GPRS/EDGE tri-band (900-1800-1900), equipaggiato con sistema operativo Symbian 8.0, con funzioni Bluetooth, doppia fotocamera integrata 1,23 Mpixel (esterna) e VGA (interna), 10MB di memoria interna dinamica, slot per RD-MMC e relativa memoria intercambiabile da 64MB (a doppio voltaggio).
Il 6680 era l'unico dispositivo ad avere una fotocamera frontale.